# 기분전환 수요일
기분전환 수요일은 2002년 4월 3일부터 2002년 10월 30일까지 방영된 SBS의 예능프로그램인데 임성민이 빠진 뒤 유일하게 남은 원년멤버였던 남희석이 첫 아이 출산 문제 때문에 2002년 3월 13일 방송분을 끝으로 임성민 후임으로 들어 온 허수경과 함께 동반 하차한 후 남희석의 뒤를 이어 안선영과 함께 같은 해 3월 6일부터 수요일 심야 시간대로 이동한 전작 장미의 이름 공동 MC로 합류했던 송은이를 전작에 이어 공동 진행자로 투입시킨 것 뿐 아니라 전작 장미의 이름 인기 코너였던 '대결 맛대맛'을 그대로 내보낸 점, 특정 기획사(지패밀리) 소속 코미디언(이휘재 유재석 송은이) 3명이 공동 진행을 맡아 방송 초기부터 ‘방송사와 기획사간 유착의혹’을 사 2002년 5월 민언련 선정 4월 '이달의 나쁜방송' 불명예를 안았고 급기야 공동 진행자 이휘재 유재석 송은이가 2002년 가을개편 때 시작된 같은 채널 <코미디 타운>을 통해 본업인 코미디 프로그램 복귀를 하여 프로그램이 공중분해되어 김혜수 플러스 유 이후 이어진 SBS의 수요일 심야 시간대 징크스를 탈피하지 못했다.

## 코너 목록
- 《대결 맛대맛》
- 《기분전환 패밀리》

## 참고 사항
- 공동 진행자 이휘재 유재석 송은이가 2002년 봄 개편부터 공동 진행자로 합류한 같은 채널 <토요일이 온다>는 당초 SM 소속이었던 강타 문희준 유진 전진이 공동 MC를 맡았으나[5] 이 과정에서 "순전히 시청률 올리기에 급급한 프로"라는 지적을 샀으며 결국 2002년 봄 개편 때 이들을 빼는 대신 이휘재 유재석 송은이 등을 공동 진행자로 투입시켰지만 <기분전환 수요일>이 그랬던 것처럼 특정 기획사(지패밀리) 소속 코미디언 3명(이휘재 유재석 송은이)을 공동 MC로 투입시켜 첫 회부터 방송 초기부터 ‘방송사와 기획사간 유착의혹’을 사 2002년 5월 민언련 선정 4월 '이달의 나쁜방송' 불명예를 안았고[6] 결국 진행자들을 변경한 지 3개월 만에 프로그램이 간판이 내려졌으며 이 과정에서 2002년 경실련 선정 '올해의 나쁜 프로그램 10선'에 선정되는 불명예를 안아야 했는데[7] <토요일이 온다> '고향에 가자' 코너를 2002년 봄 개편 전까지 김미화 유정현과 공동진행한 예지원은 <기분전환 수요일>에 앞서 편성된 자사 수목 미니시리즈 나쁜 여자들 출연진 중 한 명이었다[8].
- 해당 프로그램은 시청률 부진을 사유로 겨우 6개월만에 종영을 맞았지만, 그나마 인기가 있었던 코너 대결 맛대맛만큼은 이후 결정 맛대맛으로 프로그램명을 변경하고 독립하여 새로히 편성되었다.

## 결방
- 2002년 6월 5일 - 지방선거 후보자(이명박) 연설방송 편성
- 2002년 6월 19일 - 뉴스 특보 편성
- 2002년 6월 26일 - 8시 15분부터 2002년 FIFA 월드컵 4강전 <브라질 VS 터키> 중계 편성에 따라 SBS 8 뉴스는 10시 40분, 나쁜 여자들은 11시 30분으로 이동했고 오남매 대박가족과 동시 결방